# Lily Garafulic
Lily Garafulic, née le 14 mai 1914 à Antofagasta et morte le 15 mars 2012 à Santiago, est une sculptrice chilienne.

## Biographie
Lily Garafulic naît le 14 mai 1914 à Antofagasta.
En 1934, elle s'inscrit à l'école des beaux-arts de Santiago. Elle étudie avec Lorenzo Domínguez (en) qui, avec Julio Antonio Vásquez et Samuel Román, permet un épanouissement unique de la statuaire chilienne. En 1944, elle obtient une bourse Guggenheim qui lui permet de travailler aux États-Unis. En 1951, elle est nommée professeure à l'école des beaux-arts de Santiago.
En 1995, elle reçoit le prix national chilien des Arts plastiques.
Lily Garafulic meurt le 15 mars 2012 à Santiago.